# Benoît III
Pour les articles homonymes, voir Benoît.
Benoît III, né romain, fils de Pierre, est pape du 29 septembre 855 au 7 avril 858. Il est le 104e dans la liste des pontifes romains publiée dans l'Annuario Pontificio.

## Biographie
Il fait ses études et vit à Rome. Au moment de son élection en tant que pape, il est cardinal-prêtre de l'Église San Callisto à Rome.
Benoît est réputé pour son apprentissage et sa piété. Il est élu à la suite du refus du futur pape Adrien II, choix initial des membres du clergé et du peuple, d'accéder à la papauté. Un groupe de personnes importantes lui préfèrent un autre candidat, Anastase III : ils désavouent l'élection de Benoît III et installent Anastase, pourtant excommunié par le synode romain en 850, puis frappé d'anathème et déposé par un autre synode en 853. Cependant, l'opinion populaire est si forte que la consécration de Benoît III est acceptée.
Les envoyés de l'empereur d'Occident Louis II le Jeune contraignent Benoît III à composer avec Anastase. Le schisme contribue à affaiblir l'emprise des empereurs sur les papes, en particulier sur leurs élections.
Benoît intervient dans le conflit entre les fils de Lothaire Ier, à la suite de son décès : le futur roi Lothaire II de Lotharingie, l'empereur Louis II le Jeune et le roi Charles de Provence. Il est actif dans d'autres cas également et adopte une position ferme à l'égard de Constantinople.
Æthelwulf roi du Wessex et son fils, le futur roi Alfred le Grand, se rendent à Rome sous le règne de Benoît III.
Il établit en Angleterre le denier de Saint-Pierre. C'est entre son règne et celui de son prédécesseur, qu'est située la légende de la papesse Jeanne. Il existe des pièces à l'effigie du pape aux côtés de Lothaire Ier, décédé le 29 septembre 855. Le 7 octobre 855, le pape publie une carte à l'abbaye de Corvey. Durant la même année, il entretient également une correspondance avec l'archevêque de Reims et adresse, toujours la même année, une lettre aux évêques qui exercent sous le règne du roi Charles II le Chauve. L'existence de Benoît III est également démontrée par l'attitude du patriarche Photios Ier de Constantinople qui cite Benoît III comme le successeur de Léon IV, et non pas Jean ou Jeanne.

## Sources
Cet article comprend des extraits du Dictionnaire Bouillet. Il est possible de supprimer cette indication, si le texte reflète le savoir actuel sur ce thème, si les sources sont citées, s'il satisfait aux exigences linguistiques actuelles et s'il ne contient pas de propos qui vont à l'encontre des règles de neutralité de Wikipédia.
- (en) Cet article est partiellement ou en totalité issu de l’article de Wikipédia en anglais intitulé « Pope Benedict III » (voir la liste des auteurs).
- (en) Encyclopædia Britannica, 1880, 9e éd.
- (en) Nicolas Cheetham, Keepers of the Keys, New York, Charles Scribner's Sons, 1983 (ISBN 0-684-17863-X)
- Benoît III